# Мавр из Вероли
Мавр (I век) — святой епископ Вероли.
По преданию, проповедь христианской веры в Вероли восходит к апостольским временам, когда Мария Саломея, мать апостолов Иакова и Иоанна, которая туда пришла на проповедь по благословению святого апостола Петра. Остановившись у крестьянина по имени Мавр, она обратила его ко христовой вере и поставила местным епископом. В то же время, документальные сведения по епархии Вероли имеются лишь с середины восьмого века: первым епископом, о котором сохранилась документальная запись, был Мартин (Martino, ок. 743 года).
Согласно одному из преданий, святая Саломея прибыла в Лацио вместе со свв. Димитрием, Власием и Петром. Они остановились у крестьянина-язычника по имени Мавр, который принял от св. Петра святой Крещение и был поставлен во епископа Вероли. Через шесть месяцев, 3 июля, Саломея отошла ко Господу. Святой Мавр поместил её тело в каменную урну, на которой написал Hac sunt reliquiae B. Mariae Matris apostolorum Jacobi et Joannis. Опасаясь быть умученным, он поместил эту урну в усыпальницу Патерна, и через три дня скончался.
Позже некоторые язычники раскопали урну, полагая найти в ней клад, и будучи разочарованы тем, что нашли только кости, бросили их на деревенской площади. Некто, прочитавший надпись на урне, пошел ночью на улицах, чтобы собрать кости. Он завернул их в ткань и поместил в новую шкатулку. Так как означенный добродетель умер прежде чем смог вернуться на родину, мощи святой остались под обрывом, где они были спрятаны.
В 1209 году старец по имени Томассо нашел тело человека. Ночью ему приснились св. Пётр и св. Мария Саломея, которого открыли ему, где найти святые мощи. Обретение состоялось 25 мая, и это событие было отпразднован епископом Пенне (Penne), настоятелем из аббатства Касамари и настоятелем храма св. Анастасии в Риме. В то время как прелаты показали кости толпе, было явлено чудо: живая кровь хлынула из бедра. Голова и руки были помещены в драгоценные реликварии и сохранились в соборе, в отличие от других костей, которые хранились внутри алтаря молельни, построенной на месте обретения. Вскоре маленькая молельня была заменена внушительной базиликой.